# Низима, Морин
Морин Низима (фр. Maureen Nisima, р.30 июля 1981) — французская фехтовальщица-шпажистка, призёрка Олимпийских игр, чемпионка мира и Европы.

## Биография
Родилась в 1981 году в Бонди. В 2002 году стала чемпионкой Европы. В 2003 году завоевала серебряную медаль чемпионата мира. В 2004 году стала обладательницей двух бронзовых медалей Олимпийских игр в Афинах. В 2005 году стала чемпионкой мира. На чемпионате мира 2006 года стала обладательницей серебряной медали. В 2007 году стала обладательницей золотой и бронзовой медалей чемпионата мира, а также бронзовой медали чемпионата Европы. В 2008 году вновь стала чемпионкой мира. В 2010 году стала чемпионкой мира и обладательницей бронзовой медали чемпионата Европы. В 2011 году вновь стала бронзовой призёркой чемпионата Европы.